# 18453 Nishiyamayukio
18453 Nishiyamayukio è un asteroide della fascia principale. Scoperto nel 1994, presenta un'orbita caratterizzata da un semiasse maggiore pari a 2,5443224 UA e da un'eccentricità di 0,2354478, inclinata di 5,94097° rispetto all'eclittica.